# Onychogomphus rossii
Onychogomphus rossii is een echte libel (Anisoptera) uit de familie van de rombouten (Gomphidae).
De wetenschappelijke naam van de soort werd in 1966 gepubliceerd door Elliot C.G. Pinhey.